# Gerry van der List
Gerardus Arnoldus (Gerry) van der List (Rotterdam, 1961) is redacteur bij Elsevier en schrijver.
Van 1973-1979 volgde Van der List het onderwijs van het gymnasium van het katholieke Sint Franciscuscollege te Rotterdam.
Van 1979-1985 studeerde hij politieke wetenschappen aan de Universiteit van Leiden.
Van der List was tussen 1988 en 1999 medewerker van het wetenschappelijk bureau van de VVD, de Teldersstichting.
Sinds 1999 heeft hij als schrijver en journalist in diverse redactionele functies gewerkt voor het weekblad Elsevier, waarvan hij ook de geschiedenis schreef.
Tot 1999 had Van der List een column in de Volkskrant waarmee hij in 1998 landelijk in het nieuws kwam toen hij de Gay Games in Amsterdam omschreef als 'een orgie van sperma'. De laatste woorden van deze geruchtmakende column ("Opgeruimd staat netjes") werden de titel van Van der Lists volgende bundel. Van der List beëindigde zijn column toen hij in dienst trad bij Elsevier.